# Lingolsheim

Lingolsheim este o comună în departamentul Bas-Rhin, Franța. În 1 ianuarie 2022 avea o populație de 20.683 de locuitori.